# Canardia
Canardia é um gênero fóssil de dinossauro da família Hadrosauridae. Há uma única espécie descrita para o gênero Canardia garonnensis. Seus restos fósseis foram encontrados na formação Marnes d’Auzas, departamento de Haute-Garonne, França.